# Sunwing (livre)
Pour les articles homonymes, voir Sunwing.
 (septembre 2023).
Sunwing (1999) est un roman de l'écrivain canadien Kenneth Oppel. Il est la deuxième dans la série de Silverwing.

## Histoire
Après ses nombreuses aventures passées, Ombre décide de partir à la recherche de son père Cassiel qu'il n'a pas connu. Mais bien d'autres péripéties l'attendent encore.